# Xiaojin

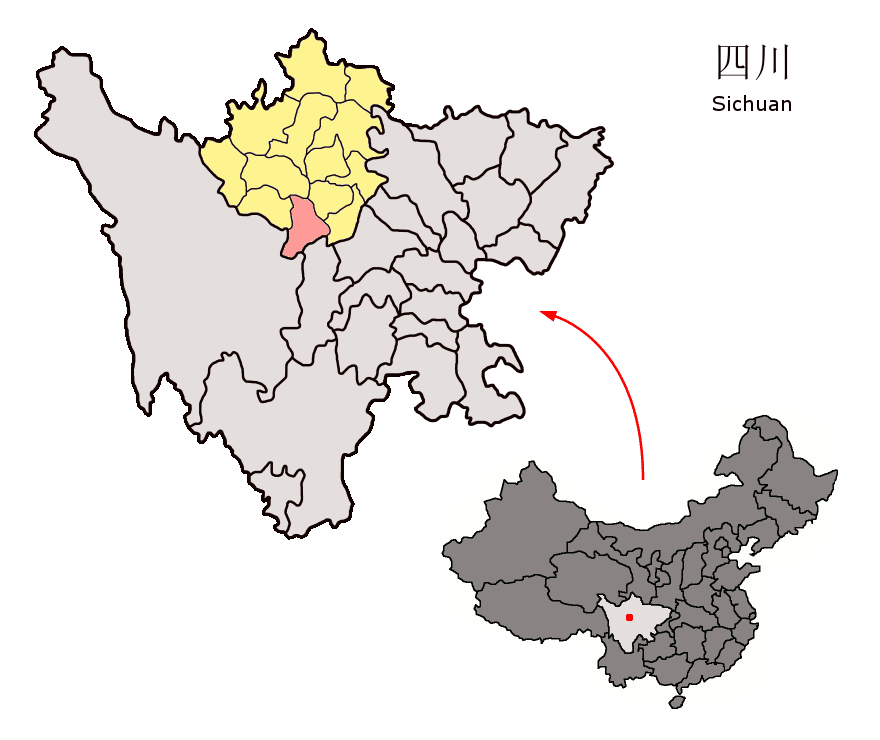
Lage von Xiaojin (rosa) im Autonomen Bezirk Ngawa der Tibeter und Qiang.

Xiaojin (小金县,  Xiǎojīn Xiàn) ist ein Kreis im Süden des Autonomen Bezirks Ngawa der Tibeter und Qiang im Norden der chinesischen Provinz Sichuan. Die Fläche beträgt 5.374 Quadratkilometer und die Einwohnerzahl 64.813 (Stand: Zensus 2020). Sein Hauptort ist die Großgemeinde Meixing (美兴镇).

## Administrative Gliederung
Auf Gemeindeebene setzt sich der Kreis aus fünf Großgemeinden und sechzehn Gemeinden zusammen. Diese sind (Pinyin/chin.)
- Großgemeinde Meixing 美兴镇
- Großgemeinde Siguniangshan 四姑娘山镇 (ehemals Rilong 日隆镇)
- Großgemeinde Dawei 达维镇
- Großgemeinde Wori 沃日镇
- Großgemeinde Lianghe 两河镇

- Gemeinde Laoying 老营乡
- Gemeinde Chongde 崇德乡
- Gemeinde Xinqiao 新桥乡
- Gemeinde Meiwo 美沃乡
- Gemeinde Shalong 沙龙乡
- Gemeinde Zhailong 宅垄乡
- Gemeinde Xinge 新格乡
- Gemeinde Ri’er 日尔乡
- Gemeinde Jiexin 结斯乡
- Gemeinde Mupo 木坡乡
- Gemeinde Fubian 抚边乡
- Gemeinde Bajiao 八角乡
- Gemeinde Shuangbai 双柏乡
- Gemeinde Wodi 窝底乡
- Gemeinde Hanniu 汗牛乡
- Gemeinde Pan’an 潘安乡

## Geschichte
Die Stätte zum Gedächtnis an die Ereignisse des Langen Marsches in Ngawa (1935) (Aba Hongjun changzheng yiji 阿坝红军长征遗迹) steht seit 2006 auf der Liste der Denkmäler der Volksrepublik China (siehe Beschluss 6-1042). Am 12. Juni 1935 – wohl möglich auch erst am 16. Juni –, traf die Vorhut der 1. Roten Armee in Dawei (達維), östlich von Xiaojin (小金), auf Truppen der 4. Roten Frontarmee. Die 1. Roten Armee mit Mao Zedong und Zhu De bestand zu diesem Zeitpunkt aus 35.000 Soldaten und war bereits seit Oktober 1934 unterwegs, nachdem die Sowjet-Basen in der Provinz Jiangxi verlassen werden mussten. Die 4. Roten Frontarmee mit Zhang Guotao bestand aus 50.000 Soldaten und brach im März 1935 von ihrem Sowjet-Gebiet im nordöstlichen Sichuan und südlichen
Shaanxi nach Nordwest-Sichuan auf, um dort die Rote Armee Mao Zedongs zu treffen.

## Ethnische Gliederung der Bevölkerung (2000)
Beim Zensus im Jahr 2000 hatte Xiaojin 76.709 Einwohner.
| Name des Volkes | Einwohner | Anteil  |
| --------------- | --------- | ------- |
| Tibeter         | 48.245    | 62,89 % |
| Han             | 25.032    | 32,63 % |
| Hui             | 2.630     | 3,43 %  |
| Qiang           | 625       | 0,81 %  |
| Manju           | 81        | 0,11 %  |
| Miao            | 44        | 0,06 %  |
| Zhuang          | 9         | 0,01 %  |
| Mongolen        | 8         | 0,01 %  |
| Tujia           | 7         | 0,01 %  |
| Uiguren         | 7         | 0,01 %  |
| Bouyei          | 6         | 0,01 %  |
| Yi              | 5         | 0,01 %  |
| Sonstige        | 10        | 0,01 %  |